# 杉原美津子
杉原 美津子（すぎはら みつこ、1944年3月11日 - 2014年12月7日）は、日本の女性ノンフィクション作家。新宿西口バス放火事件の被害者として、手記『生きてみたい、もう一度』を刊行してベストセラーとなり、『生きてみたいもう一度 新宿バス放火事件』のタイトルで映画化された。

## 経歴
1944年（昭和19年）生まれ。愛媛県出身。編集プロダクションを経てフリー編集者となる。旧姓：石井美津子（いしい みつこ）。
1980年8月19日に発生した新宿西口バス放火事件で被害に遭い、全身80%火傷の重傷を負いながら一命を取り留め、回復したことをきっかけに執筆を始める。「犯人だけが悪いのか」「犯人もまたある種の被害者だったのではないか」と問いかけ、加害者と直接面会するなどの活動を続けた。
新宿西口バス放火事件での火傷治療で使用された非加熱血液製剤によりC型肝炎に感染し、2009年に肝臓ガンを告知されたことを機に執筆した『ふたたび、生きて、愛して、考えたこと』で、2010年3月に第3回「（池田晶子記念）わたくし、つまりNobody賞」特別賞を受賞した。
2014年2月28日に放送された『NHKスペシャル』で「聞いてほしい 心の叫びを 〜バス放火事件 被害者の34年〜」として、杉原の活動が取り上げられた。
2014年12月7日、愛知県名古屋市名東区の自宅で肝臓がんのため死去した。70歳没。
2015年2月発行の『文藝春秋』通算93巻3号に「シリーズ「生と死の淵から」二大手記」として「遺稿掲載 新宿西口バス放火事件 被害者が書き続けた「死の記録」 「二度の死」に襲われたわたし」が掲載された。

## 『生きてみたい、もう一度』
1983年、新宿西口バス放火事件に関する手記『生きてみたい、もう一度』を出版。1985年に『生きてみたいもう一度 新宿バス放火事件』のタイトルで映画化された（監督：恩地日出夫、主演：桃井かおり・犯人役：柄本明）。
杉原は事件時、異性関係の悩みから自殺願望を抱いており、放火された際に逃げるのを躊躇したため、全身80%火傷の重傷を負った。その後に回復し事件から約1年後に退院すると、自らの希望で東京拘置所へ留置されている被告人に接見を試みた。この時は被告人が面会室に現れなかったため、面会は叶わなかった。1981年7月末に退院すると、同年12月には獄中の加害者宛に「どうかもう一度生きてみてください。やり直しはできます」という手紙を送った。
被告人の無期懲役確定後に、杉原は受刑者の弁護人を務めていた弁護士・安田好弘と共に千葉刑務所を訪ね、1991年（平成3年）4月には受刑者と特別に面会を認められ、翌月（1991年5月）には「努力して早く出所できるように頑張ります」という手紙を受け取ったが、結果的にこれが加害者からの最後の手紙となった。
当時、被害者は被告人と接見することはできなかったが、この時は例外的に認められた。杉原は「もし受刑者が仮釈放されたら自分が身元引受人になろう」と考えていたが、これは実現しなかった。なお、2000年代に入ってからは「更生プログラム」として場合により被告人と被害者が接見することも可能となった。
また、杉原の兄である石井義治は報道写真のカメラマンであった。彼はバスが放火された時に偶然そばを通りがかっており、本能的に燃え上がるバスを撮影し、その写真は翌日の読売新聞の一面にスクープとして大々的に掲載された。映画本編では義治が撮影した事件直後の写真が提供されている。だが実妹がその事件で重傷を負う中、妹に救護の手を差し伸べていなかったことを知った彼は、そのショックで報道カメラマンを引退し、その後にペンネームを「イシイヨシハル」と改名して風景写真の分野へと転向した。

### 映画

#### あらすじ
1980年8月19日、新宿駅のバス乗り場に停車中のバスの中で、石井美津子は他の乗客とともに発車時刻を待っていた。その時バスに近づいてきた一人の男によってバスが放火され、瞬く間に炎に包まれた。乗客たちはパニック状態となり、美津子は炎を前に逃げ遅れて大やけどを負う。病院に担ぎ込まれた美津子は、連絡を受けた家族や仕事仲間の杉原が見守る中、緊急手当が行われる。
美津子のやけどは全身の80%に及び、四肢の運動障害も生じたため、中島医師の治療を受けることとなる。美津子は燃えた髪の毛を丸刈りにして母・なお子に付き添われ、長い入院生活を送ることとなる。美津子は辛い治療に耐え複数回に渡る皮膚移植が完了し、12月にはかろうじて一人で歩けるようになる。美津子は久しぶりに喫茶店で杉原と会い、事件当日に逃げ遅れた理由を語る。実はあのとき杉原に頼まれた金策のことや、杉原との不倫関係に心身ともに疲れ「死ねば楽になるかも」と思ったと告白する。
事件以後世間では、逮捕された容疑者・丸山の動向や、入院先で亡くなった他の乗客のことがニュースで報じられる。美津子はその後、肝機能の悪化を経て春頃にようやく状態が安定するが、体には痛々しいやけど痕が残る。そんな中で美津子は杉原の妻が末期がんにより亡くなったことを知る。夏になり退院した美津子だったが、運動障害などの後遺症により一人で生活ができず実家に身を寄せる。数日後に石井家を訪れた記者・斉藤から丸山について質問された美津子は「丸山を恨んでいない。恨む体力もない」と率直に答える。
杉原はある日石井家を訪れ、両親に美津子との結婚を許してもらい、二人で夫婦生活を始める。暮らしの中で美津子はふと、生きることは誰かの犠牲の上で成り立つと考え、そこから丸山と自身に重なる部分があるのではと考える。また世間は丸山を「凶悪犯」の一言で済ませるが、美津子は一変した人生や傷を負った体のことを思うと簡単に片付けられない。後日美津子は、刑務所の丸山に思いの丈を綴った手紙を出し、気持ちの整理をつける。
1981年の年の瀬が迫る朝、美津子は杉原から突然「死のうか」と言われ、会社の借金の返済期限が過ぎたことを知る。半信半疑の美津子だったが、愛する夫と死に場所を求めて旅に出て、福井県の温泉宿に泊まる。美津子は杉原に心中を思いとどまらせようと「二人で生きていきたい」と素直な気持ちを伝える。

#### キャスト
石井美津子
演 - 桃井かおり
バス放火事件に巻き込まれた女性。大やけどを負い入院して辛い治療や皮膚移植を受け、その後も四肢の運動障害・肝機能が弱まるなど後遺症に悩まされる。退院後も人前に出るときは一年中長袖・長ズボンで肌のやけど痕を隠している。愛する杉原と話すときは、普段とは違いサバサバした男っぽい喋り方をする。
杉原荘六
演 - 石橋蓮司
編集プロダクションを個人経営する。妻がおり、仕事仲間の美津子とは不倫関係にある。バス放火事件当日、自身が美津子に金策を頼んだことで結果的に事件に巻き込まれたため責任を感じている。やや自己中心的な性格。
丸山博文
演 - 柄本明
バス放火事件の容疑者。事件について容疑を全面的に否認する。仕事は建設関係で真面目に働いていた。様々な理由により子供の頃から家庭事情に恵まれない人生を送る。
石井なお子
演 - 初井言榮
美津子の母。辛い入院生活を送る美津子を献身的に支える。美津子を「みっちゃん」と呼ぶ。美津子を心配するあまり時々感情的な言動をすることがある。美津子に限らず基本的に人の世話を焼きたがる性格。放火事件の容疑を否認する丸山を激しく憎む。
石井義治
演 - 岸部一徳
美津子の兄。プロカメラマン。美津子が乗っていたとは知らず偶然バスが炎に包まれた直後の写真を撮る。一時帰宅をした美津子に不躾な言葉をかける父を諌める。
石井敏子
演 - 高沢順子
美津子の妹。実家から離れて暮らしており、恋人か夫がいる。美津子が当初運び込まれた病院の対応に不信感を抱き、知人の紹介で美津子を葛南病院に転院させる。
美津子の父
定年を迎えて夫婦で年金生活を送る。美津子の将来を案じて不憫に感じている。後に杉原から美津子との結婚を前提とした交際の承諾を求められ、婚姻届を出さないことを条件として交際を認める。
斉藤宏保
演 - 原田大二郎
テレビ局社会部の報道記者。バス放火事件の被害者である美津子に対し、事件や容疑者への思い、退院後の様子などを取材に訪れる。マスコミ関係者であることから当初は美津子から良く思われていなかったが、徐々に信頼されるようになる。
中島研郎医師
演 - 佐藤慶
葛南病院の医師で美津子の担当。辛い治療時には他愛のない雑談をして美津子の気を紛らわせる。将来を不安視する美津子を励ますが、言葉が率直すぎてデリケートさに欠ける。
看護師
演 - 立石凉子
葛南病院の看護師で美津子の担当。電話を上手くかけられない美津子の代わりに電話するなど、入院生活をサポートする。
その他
演 - 小栗一也、三谷昇、勝部演之、平野稔、石田弦太郎、岡本真美、荒木せつ子、伊藤公子、矢野いづみ、草野裕、島田順司、佐古雅誉、山口嘉三、田中洋介、大林丈史、野村昇史、増田再起、中平良夫、宗田親彦、花田光夫、崎田美也

#### スタッフ
- 監督：恩地日出夫
- 脚本：渡辺寿、中岡京平、恩地日出夫
- 製作者：植村伴次郎
- 企画：伊藤満
- プロデューサー：木村博人
- 原作：杉原美津子『生きてみたいもう一度』文芸春秋刊
- 音楽：毛利蔵人
- 撮影：上田正治、岸本正広
- 編集：阿良木佳弘
- 美術：本多好文
- 写真提供：石井義治（原作者の実兄）
- 助監督：下村優
- 製作会社：ヴァンフィル
- 配給：東映クラシックフィルム

## 著書
- 『生きてみたい、もう一度』
  - 文藝春秋、1983年1月
  - 文春文庫版、1987年2月。ISBN 4-16-744201-9
  - 新風舎文庫版、2004年3月。ISBN 4-7974-9282-1
- 『老いたる父と』
  - 文藝春秋、1989年。
  - 文春文庫版、1992年。
- 『炎のなかの絆』文藝春秋、1992年。
- 『命、響きあうときへ』文藝春秋、1995年。
- 『他人同士で暮らす老後 高齢者専用マンションの四季』文藝春秋、1999年。
- 『絆をもとめて 終のすみかを探す旅』風媒社、2006年。
- 『夫・荘六の最期を支えて』講談社、2009年。
- 『ふたたび、生きて、愛して、考えたこと』トランスビュー、2010年。
- 『炎を越えて 新宿西口バス放火事件後三十四年の軌跡』文藝春秋、2014年7月。ISBN 978-4-16-390092-6